# Aniganahalli, Chikmagalur
Aniganahalli là một làng thuộc tehsil Chikmagalur, huyện Chikmagalur, bang Karnataka, Ấn Độ.